# Bobby Unser
Robert William Unser Sr, detto Bobby (Colorado Springs, 20 febbraio 1934 – Albuquerque, 2 maggio 2021), è stato un pilota automobilistico statunitense.

## Biografia
Proveniente dalla famosa famiglia di piloti automobilistici Unser, è il fratello di Al e Jerry, padre di Robby, e zio di Al Jr e Johnny. Corse 19 volte la 500 Miglia di Indianapolis, vincendola in tre occasioni (1968, 1975, 1981) e partendo due volte dalla pole position (1972, 1981).
È considerato inoltre il re della Pikes Peak International Hillclimb, avendola vinta 13 volte, di cui 10 nella classifica assoluta.
Nel 1968 prese parte al Gran Premio degli Stati Uniti in Formula 1 con una BRM.

## Risultati in Formula 1
| 1968 | Scuderia    | Vettura  |  |  |  |  |  |  |  |  |    |  |     |  | Punti | Pos. |
| ---- | ----------- | -------- |  |  |  |  |  |  |  |  | -- |  | --- |  | ----- | ---- |
| 1968 | Owen Racing | BRM P138 |  |  |  |  |  |  |  |  | NP |  | Rit |  | 0     |      |

| Legenda | 1º posto     | 2º posto | 3º posto    | A punti         | Senza punti/Non class.  | Grassetto – Pole position Corsivo – Giro più veloce |
| Legenda | Squalificato | Ritirato | Non partito | Non qualificato | Solo prove/Terzo pilota | Grassetto – Pole position Corsivo – Giro più veloce |